# Сомалски шилинг
Сомалски шилинг је званична валута у Сомалији. Скраћеница тј. симбол за шилинг је Sh.So. а међународни код SOS. Шилинг издаје Централна банка Сомалије. Један шилинг састоји се од 100 сентија.
Постоје новчанице у износима 5, 10, 20, 50, 100, 500 и 1000 шилинга и кованице од 1, 5, 10 и 50 сентија и од 1, 5, 10, 20, 50 и 100 шилинга.